# Striga aspera
Striga aspera är en snyltrotsväxtart som först beskrevs av Carl Ludwig von Willdenow, och fick sitt nu gällande namn av George Bentham. Striga aspera ingår i släktet Striga och familjen snyltrotsväxter. Inga underarter finns listade i Catalogue of Life.